# شانون كالفر
شانون كالفر (بالإنجليزية: Shannon Culver)‏ هو لاعب كرة قدم أمريكية أمريكي، ولد في 5 أكتوبر 1971.

## وصلات خارجية
- شانون كالفر على موقع JustSportsStats.com (الإنجليزية)